# Drömprinsen
Drömprinsen (engelska: Prince Charming) är en amerikansk TV-film från 2001 i regi av Allan Arkush, med Martin Short, Christina Applegate, Andrea Martin och Billy Connolly i rollerna.

## Handling
På sin bröllopsdag blir Prins Oscar (Oscar Berlin) förvandlad till en groda och kommer så förbli tills en kvinna kysser honom och gifter sig med honom inom en vecka. Även hans väpnare Göran (Magnus Flink) blir förvandlad till en groda.
Grodorna skickas 500 år in i framtiden och befinner sig i Central Park i New York. Prinsen blir förälskad i Kate (Christina Applegate), en droskförare i parken. Men det är inte Kate som kysser honom, istället är det den åldrande aktrisen Margo (Bernadette Peters) som är framme. Förbannelsen bryts och prinsen och hans väpnare är sina vanliga jag igen. De båda försöker nu hitta Margo, med viss hjälp av en inte alltför entusiastisk Kate.

## Rollista
| Martin Short        | – Rodney           |
| Christina Applegate | – Kate             |
| Andrea Martin       | – Serena           |
| Billy Connolly      | – Hamish           |
| Bernadette Peters   | – Margo            |
| Sean Maguire        | – Prins John       |
| Colin Fox           | – Kung Leo         |
| Carly Street        | – Vacker jungfru   |
| Marcia Bennett      | – Drottning Isabel |
| Colm Magner         | – Lothian Knight   |